# Sitobion yasumatsui
Sitobion yasumatsui är en insektsart. Sitobion yasumatsui ingår i släktet Sitobion och familjen långrörsbladlöss. Inga underarter finns listade i Catalogue of Life.